# Ostchinesisches Meer
Das Ostchinesische Meer ist ein pazifisches Randmeer in Ostasien.

## Geografie

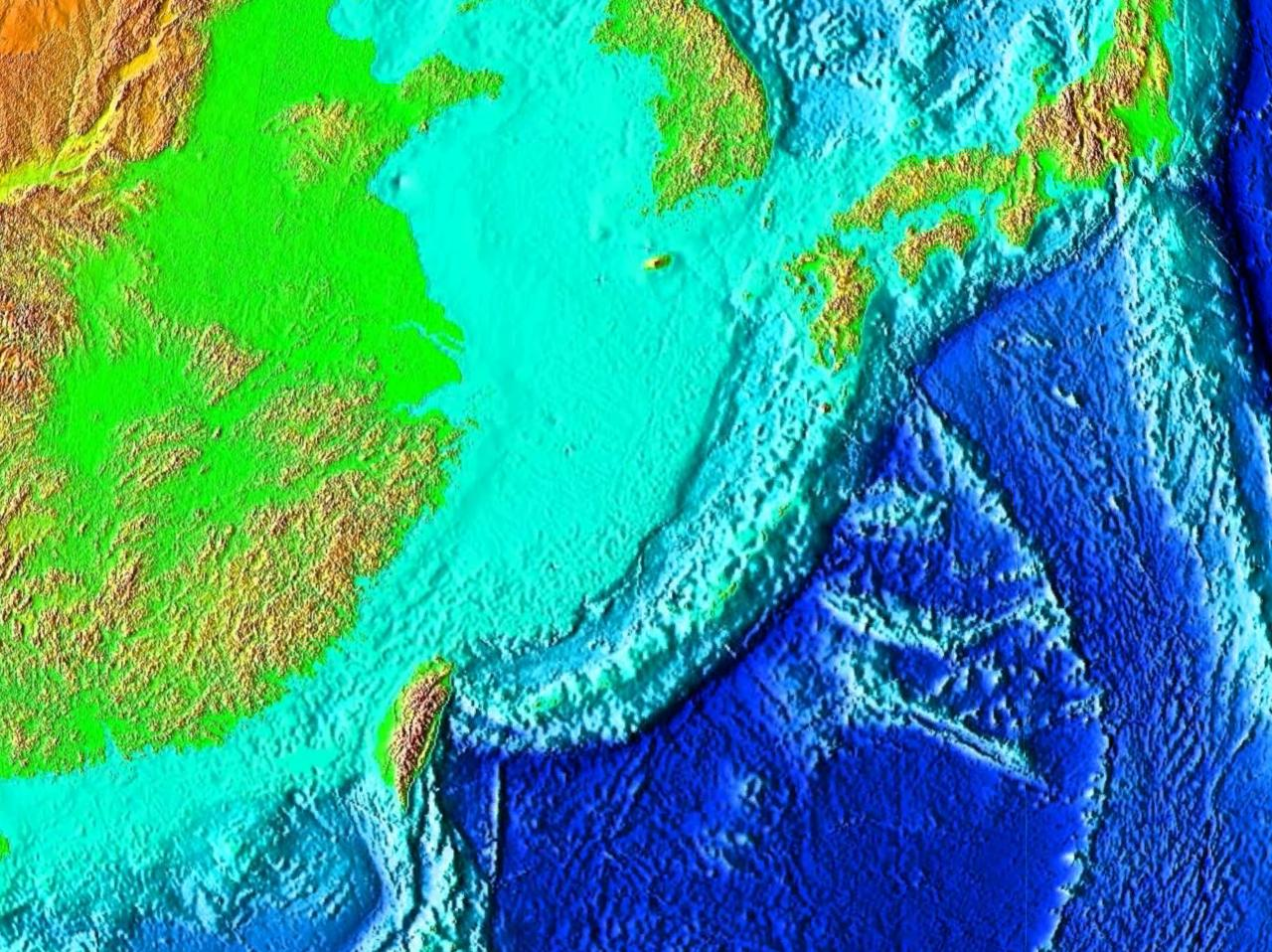
Reliefkarte zum Ostchinesischen Meer

Das Ostchinesische Meer liegt zwischen dem chinesischen Festland im Westen, Südkorea im Norden, den südwestlichen Teilen Japans (Region Kyūshū einschließlich der Ryūkyū-Inseln) im Osten und Taiwan im Süden. Es wird im Norden vom Japanischen Meer über eine Linie westlich der Koreastraße und im Süden vom Südchinesischen Meer über die Formosastraße getrennt.
Das Meer nordwestlich zwischen der Koreanischen Halbinsel und der Volksrepublik China wird nicht mehr dazu gezählt, sondern Gelbes Meer genannt, bzw. in Korea das Westmeer. Es bildet gemeinsam mit dem Ostchinesischen Meer und dem Südchinesischen Meer das Chinesische Meer.
Die Gesamtfläche des Ostchinesischen Meeres beträgt etwa 1,25 Mio. km². Es erstreckt sich über weite Gebiete als flaches Schelfmeer, das durch Sedimente der chinesischen Ströme immer mehr aufgefüllt wird. So besitzt es eine mittlere Tiefe von etwa 275 Metern. Nach Südosten hin verläuft der Meeresgrund nahe der Ryūkyū-Inseln wesentlich tiefer. So liegt die tiefste Stelle mit 2719 Metern im Okinawagraben.
Inseln im Ostchinesischen Meer sind:
- Zhoushan-Inseln im Westen, vor der chinesischen Küste, gehört zur VR China.
- Senkaku-Inseln im Süden, von Japan verwaltet, von der VR China und Taiwan beansprucht.
- Matsu-Inseln im Südwesten, vor der chinesischen Küste, gehört zu Taiwan, wird von der VR China beansprucht
- Pengjia Yu im Süden, gehört zu Taiwan. Benachbart liegen die kleinen Inseln Mianhua und Huaping
- Socotra-Fels, ein untermeerisches Riff, strenggenommen also keine Insel. Von Südkorea verwaltet, von der VR China beansprucht.
- Jejudo mit einigen kleineren Inseln, im Süden von Südkorea, gehört zu Südkorea

## Nutzung
1980 wurden in diesem Gebiet umfangreiche Erdöllager entdeckt. Über den Zugriff auf die Bodenschätze streiten sich die Anrainerstaaten. Dieser Konflikt führte zu einem Streit über den Besitz des Socotra-Felses, welcher von Südkorea und der Volksrepublik China beansprucht wird und seit 2003 de facto von Südkorea kontrolliert wird.
Am 23. November 2013 deklarierte China eine Air Defense Identification Zone über dem Ostchinesischen Meer, einschließlich umstrittener Gebiete wie dem Socotra-Fels oder den Senkaku-Inseln.

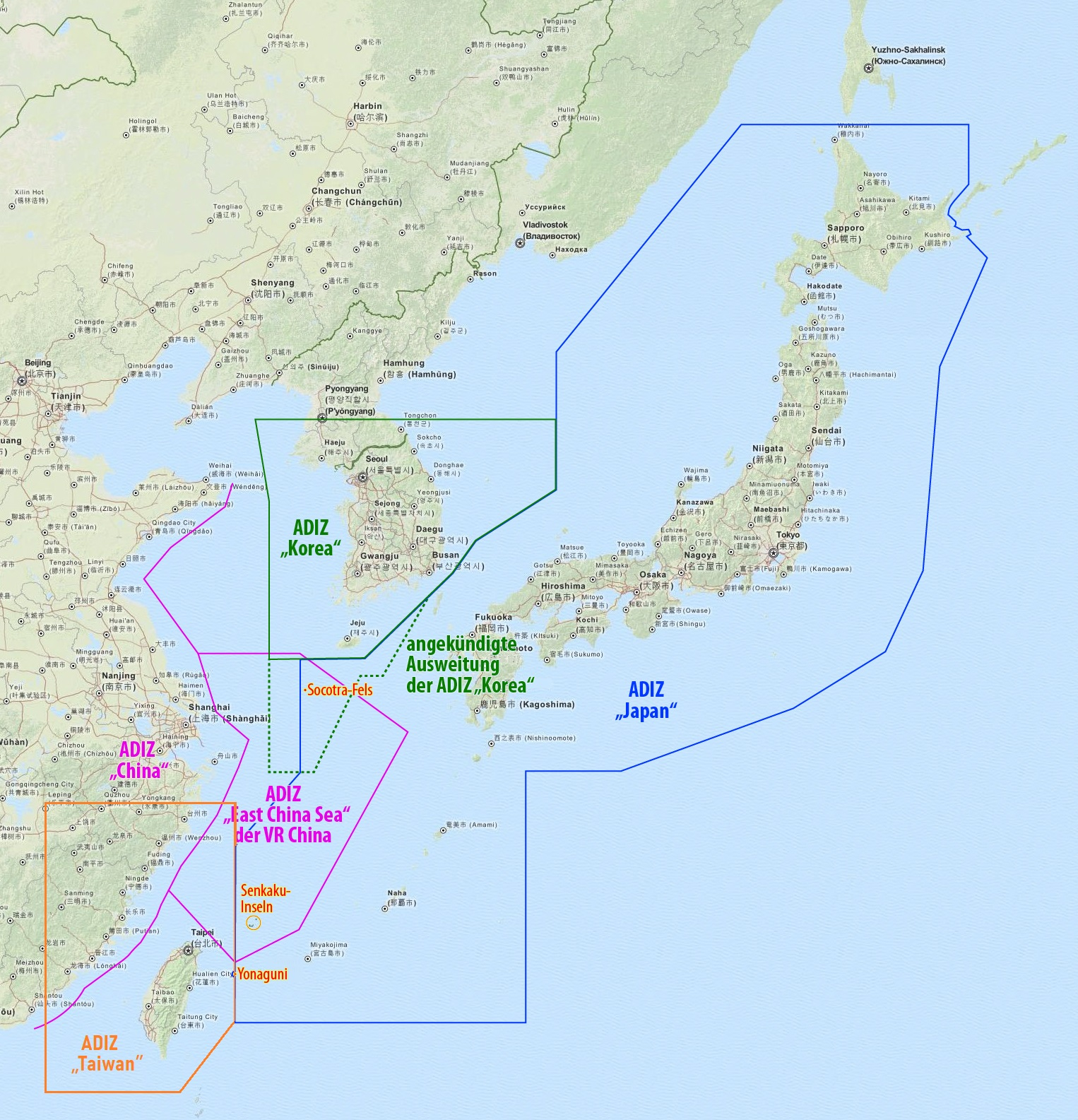
Neu beanspruchte chinesische Air Defense Identification Zone

## Anmerkung
1. ↑  Historische Schreibung, heute obsolet. Der Begriff „Shina“ – 支那 bzw. シナ" ist eine historische Lehn-Bezeichnung für China aus dem Sanskrit. Die Nutzung des alleinstehenden Begriffs „Shina“ – 支那" mit der Kanji-Schreibweise gilt heute sowohl in China als auch in Japan als beleidigend bzw. offensiv. Aufgrund Missbrauch und Nutzung des Begriffs zur Zeit des Zweiten Weltkriegs seitens Japans ist diese Bezeichnung für China heute in Asien, insbesondere in den betroffenen Ländern, historisch belastet.